# Абакумов, Дмитрий Львович
Дми́трий Льво́вич Абаку́мов (1901, Саратовская губерния — 1962, Москва) — советский военный деятель, генерал-майор.

## Биография
Родился 15 октября 1901 года в селе Михайловка Краснокутской волости Новоузенского уезда Саратовской губернии (ныне Краснокутский район Саратовской области).
В январе 1919 года добровольно вступил в ряды РККА и направлен красноармейцем в 4-й стрелковый полк (25-я Чапаевская стрелковая дивизия). Участвовал в Гражданской войне в России. Принимал участие в боях на Восточном фронте с белоказаками под Уральском и Лбищенском, войсками адмирала А. В. Колчака в ходе Бугурусланской, Белебейской и Уфимской операций. Летом 1919 г. дивизия в составе Туркестанской армии Южной группы войск Восточного фронта принимала участие в деблокаде Уральска. В мае 1920 г. она была переброшена на Западный фронт в 12-ю армию и участвовала в советско-польской войне.
После окончания войны Абакумов служил на должность младшего командира в 23-м полку ВНУС, а с июня 1921 года в штабе 43-й стрелковой дивизии.
В ноябре 1921 года был направлен на учёбу в 4-ю Тверскую кавалерийскую школу комсостава РККА, по окончании которой с марта 1923 года служил красноармейцем и младшим командиром в отряде особого назначения при коллегии ОГПУ в Москве, а с мая 1924 года — старшиной 26-го Кабардинского дивизиона войск ОГПУ в Нальчике. В феврале 1925 года Абакумов был назначен на должность младшего командира 47-го отдельного Кубанского дивизиона войск ОГПУ в Краснодаре, в мае 1926 года — на должность командира взвода 45-го отдельного Терского дивизиона войск ОГПУ в Пятигорске, а в октябре 1927 года — на должность адъютанта командира 47-го отдельного Кубанского дивизиона войск ОГПУ.
С января 1930 года Абакумов служил на должностях адъютанта и исполняющего обязанности командира дивизиона в 53-м Чеченском дивизионе войск ОГПУ, дислоцированном в Грозном. Принимал участие в подавлении вооружённых формирований в Заволжье и на Северном Кавказе. С декабря 1931 года исполнял обязанности начальника штаба 81-го кавалерийского полка войск ОГПУ, а с июня 1933 года — начальника штаба 5-го Северо-Кавказского полка войск ОГПУ. В мае 1934 года Абакумов был назначен на должность начальника Таманской манёвренной группы 32-го Новороссийского пограничного отряда.
В мае 1935 года был направлен на учёбу в Высшую пограничную школу НКВД, по окончании которой в декабре 1936 года был назначен на должность преподавателя 3-й пограничной школы связи НКВД имени В. Р. Менжинского. В 1939 году закончил 1 курс вечернего факультета Военной академии РККА им. М. В. Фрунзе. В январе 1940 года назначен на должность командира 38-го отдельного батальона войск НКВД, находясь на которой, участвовал в советско-финляндской войне. За личную храбрость и успехи в боях Дмитрий Львович Абакумов был награждён орденом Красного Знамени.
В марте 1940 года Абакумов был назначен на должность командира 15-го мотострелкового полка войск НКВД, дислоцированного в Сортавале.

### Великая Отечественная война
В июне 1941 года был назначен на должность начальника штаба 21-й отдельной мотострелковой дивизии НКВД (Северный, а с августа 1941 года — Ленинградский фронт). Находясь на этой должности, принимал участие в боях на фронтах на Карельском перешейке и на лужском, новгородском и чудовском направлениях. В августе 1941 года один полк НКВД и три батальона народного ополчения под командованием Абакумова в окружении в течение 10 дней вели тяжёлые оборонительные бои за удержание города Чудово. С большими потерями отряд под командованием Абакумова вышел из окружения.
В сентябре 1941 года был назначен на должность начальника штаба, а 24 июня 1942 года — на должность командира 286-й стрелковой дивизии (54-я армия), ведшей оборону населённых пунктов Вороново и Поречье под Ленинградом.
28 января 1943 года Абакумов был назначен на должность командира 80-й стрелковой дивизии, участвовавшей в операции «Искра» по прорыву блокады Ленинграда. За проведение этой операции Абакумов одним из первых в армии был награждён орденом Кутузова 2-й степени.
С января 1944 года исполнял должность заместителя командира 112-го стрелкового корпуса и одновременно командовал корпусом, который участвовал в Новгородско-Лужской наступательной операции, освобождении ряда населённых пунктов и форсировании Нарвы южнее города Нарва. За умелую организацию и руководство боевыми действиями в этой операции Абакумов был награждён орденом Красного Знамени.
В марте 1944 года был назначен на должность заместителя командующего 54-й армией, которая участвовала в Псковско-Островской наступательной операции. 7 августа того же года был назначен на должность командира 118-го стрелкового корпуса, участвовавшего в Тартуской и Рижской наступательных операциях, а также в освобождении Эстонии. В конце сентября 1944 года Дмитрий Львович Абакумов был тяжело ранен и до марта 1945 года проходил лечение в госпиталях, после чего состоял в распоряжении Главного управления кадров НКО.

### Послевоенная карьера
В октябре 1945 года генерал-майор Дмитрий Львович Абакумов был назначен на должность командира 22-го гвардейского, а в июле 1947 года — на должность командира 53-го стрелкового корпуса. С марта 1946 года находился на учёбе на Высших академических курсах при Высшей военной академии имени К. Е. Ворошилова, по окончании которых с отличием в апреле 1948 года находился в распоряжении главнокомандующего войсками Центральной группы войск.
В мае 1948 года был назначен на должность военного коменданта Вены, а с мая 1949 года находился в распоряжении Главного управления кадров вооружённых сил СССР.
С 24 мая 1950 года генерал-майор Дмитрий Львович Абакумов вышел в отставку.
Умер 29 сентября 1962 года в Москве. Похоронен на Введенском кладбище (2 уч.).

## Звания
- Майор (1936);
- Подполковник (1941);
- Полковник (1942);
- Генерал-майор (10.11.1942).

## Награды
- Орден Ленина (21.02.1945);
- Четыре ордена Красного Знамени (26.04.1940, 13.02.1944, 03.11.1944, ?);
- Орден Суворова II степени (05.08.1944);
- Орден Кутузова III степени (1943);
- медаль «За оборону Ленинграда» (01.05.1944);
- медаль «За победу над Германией в Великой Отечественной войне 1941—1945 гг.»;
- медаль «ХХ лет РККА» (22.01.1938);
- юбилейная медаль «30 лет Советской Армии и Флота»;
- юбилейная медаль «40 лет Вооруженных Сил СССР»;
- медаль «В память 250-летия Ленинграда».

## Семья
Жена Абакумова Евдокия Филипповна (1904—1984).

## Отзывы
Ветеран 80-й стрелковой дивизии В. В. Чуркин оставил такое воспоминание о личности Абакумова:

Большим авторитетом пользовался у нас генерал Абакумов. Он был честным и правдивым. Я несколько раз проводил беседу в нашем взводе, изучали его биографию. Он на военной службе был с юношеских лет, мальчишкой пришёл в Красную Армию в Гражданскую войну. У него было 75 разных наград. В то время ещё не было ни медалей, ни орденов. Некоторые награды я помню: золотые часы, сабля в серебряной оправе, наган, маузер — именные и т. д. Я неоднократно видел, как наш генерал каждое утро выходил из землянки раздетым, в одной рубашке без головного убора, а на улице метель и мороз, брал в обе руки гири и делал упражнения. Конечно, он занимался гимнастикой, когда была возможность, в периоды затишья.